# Auriolles
Auriolles är en kommun i departementet Gironde i regionen Nouvelle-Aquitaine i sydvästra Frankrike. Kommunen ligger i kantonen Pellegrue som tillhör arrondissementet Langon. År 2022 hade Auriolles 137 invånare.

## Befolkningsutveckling
Antalet invånare i kommunen Auriolles
Referens:INSEE